# Landiras
Landiras is een gemeente in het Franse departement Gironde (regio Nouvelle-Aquitaine). De plaats maakt deel uit van het arrondissement Langon en ligt in de wijnstreek Graves. Landiras telde op 1 januari 2022 2.245 inwoners.

## Geografie
De gemeente ligt in de Landes de Gascogne, een streek waar veel dennenbossen aangeplant zijn. De oppervlakte van Landiras bedroeg op 1 januari 2022 59,75 vierkante kilometer; de bevolkingsdichtheid was toen 37,6 inwoners per km².

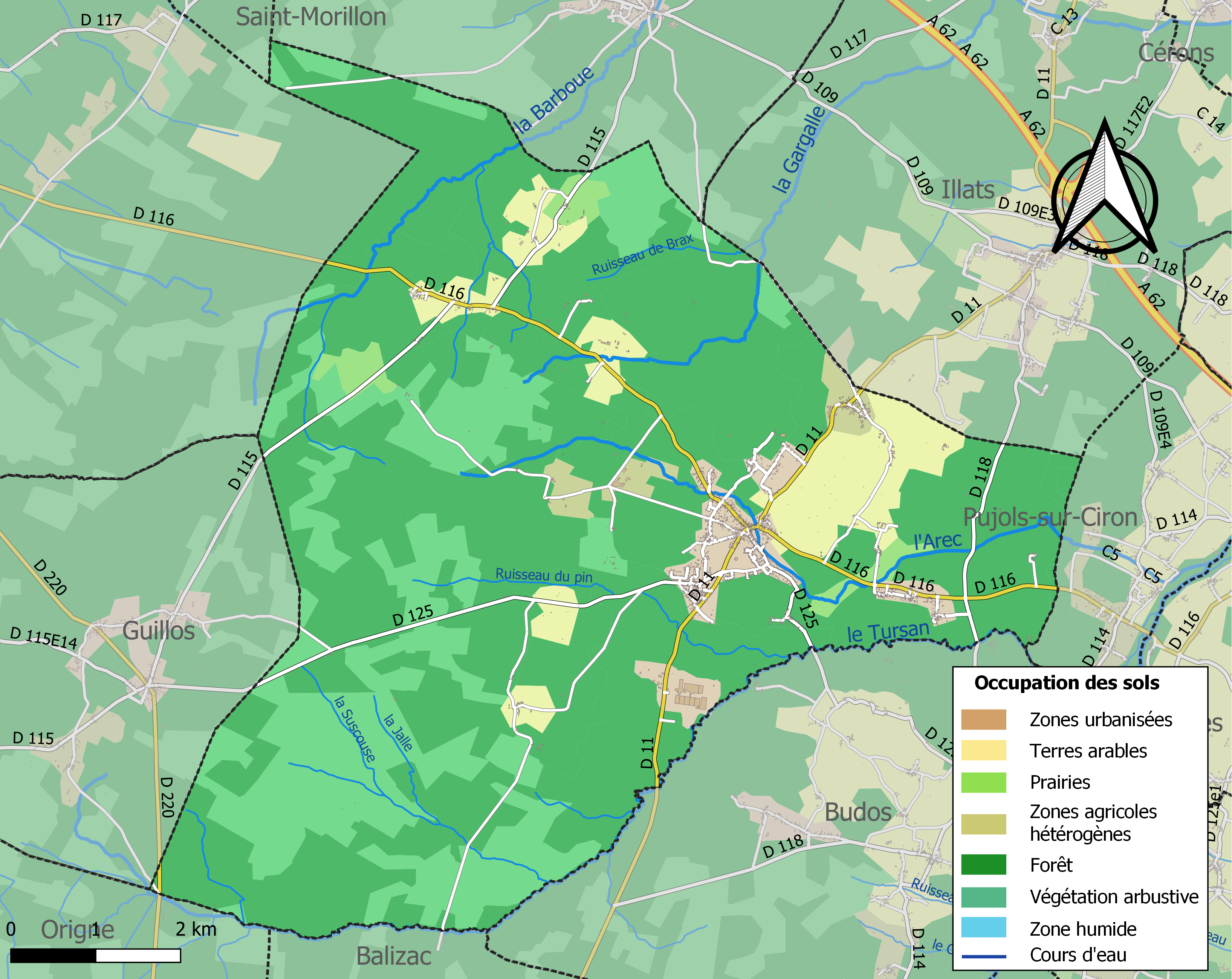
Kaart van de gemeente met belangrijkste infrastructuur, bodemgebruik en omliggende gemeenten

### Bosbrand van Landiras (2022)
In 2022 woedde er tussen 12 en 20 juli een grote bosbrand, waarbij 138 vierkante kilometer in de as zijn gelegd.
De voorafgaande droogte in het gebied sinds augustus 2021, en een hittegolf (met recordtemperaturen zoals 42,4°C op 18 juli in Cazaux). maakte de grote bosbrand mogelijk.

## Demografie
Onderstaande figuur toont het verloop van het inwonertal (bron: INSEE-tellingen).

## Afbeeldingen

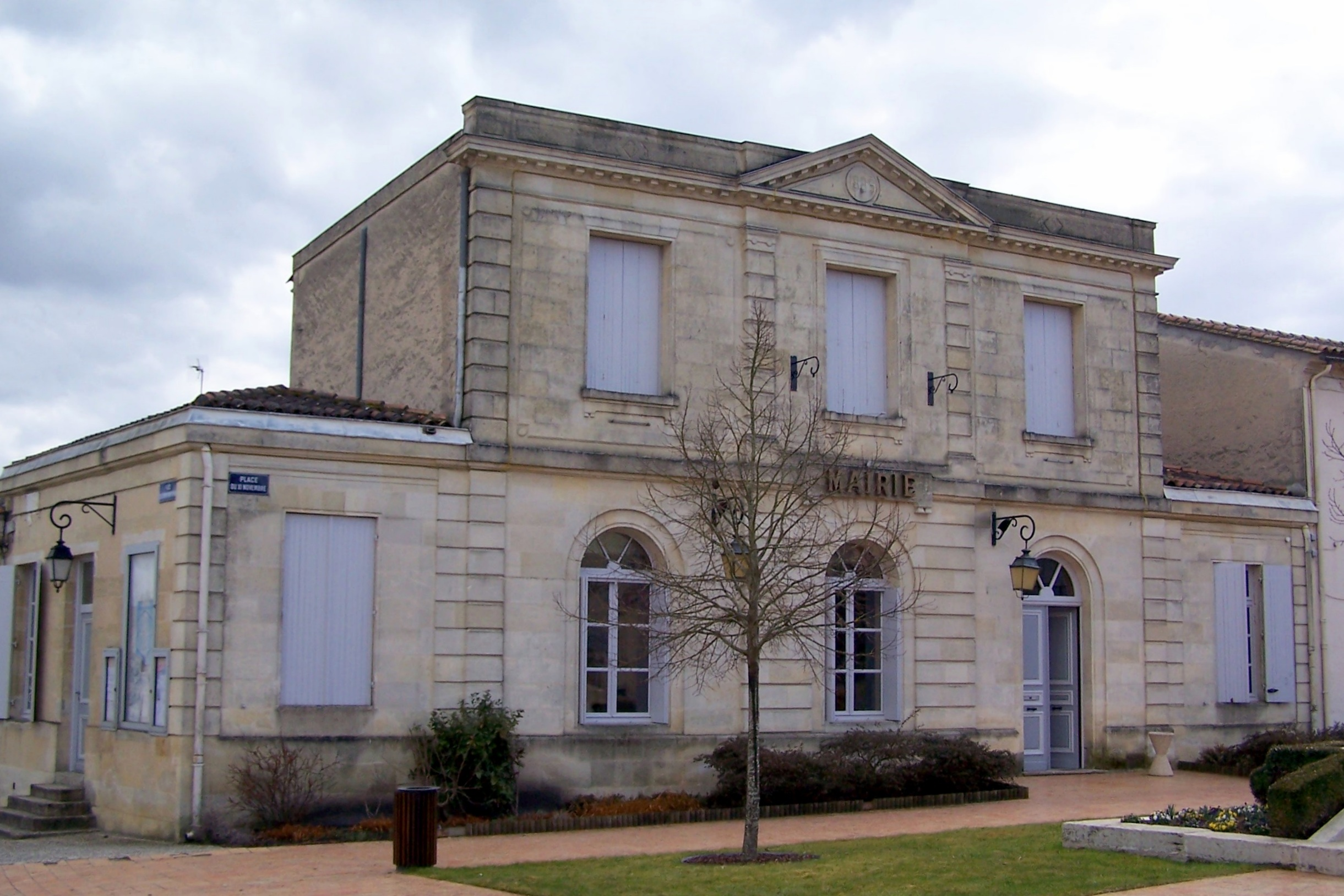
Gemeentehuis
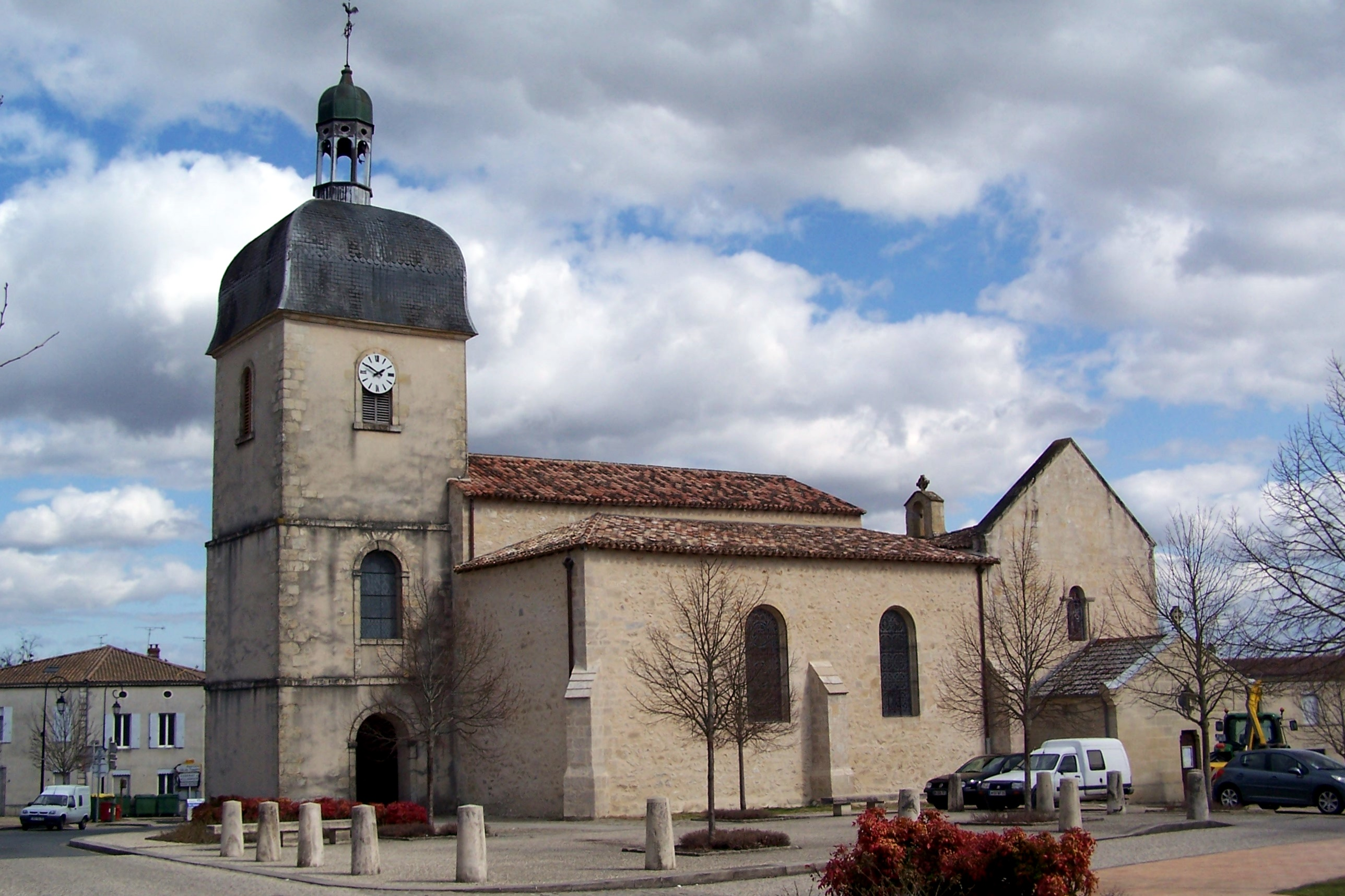
Église Saint-Martin
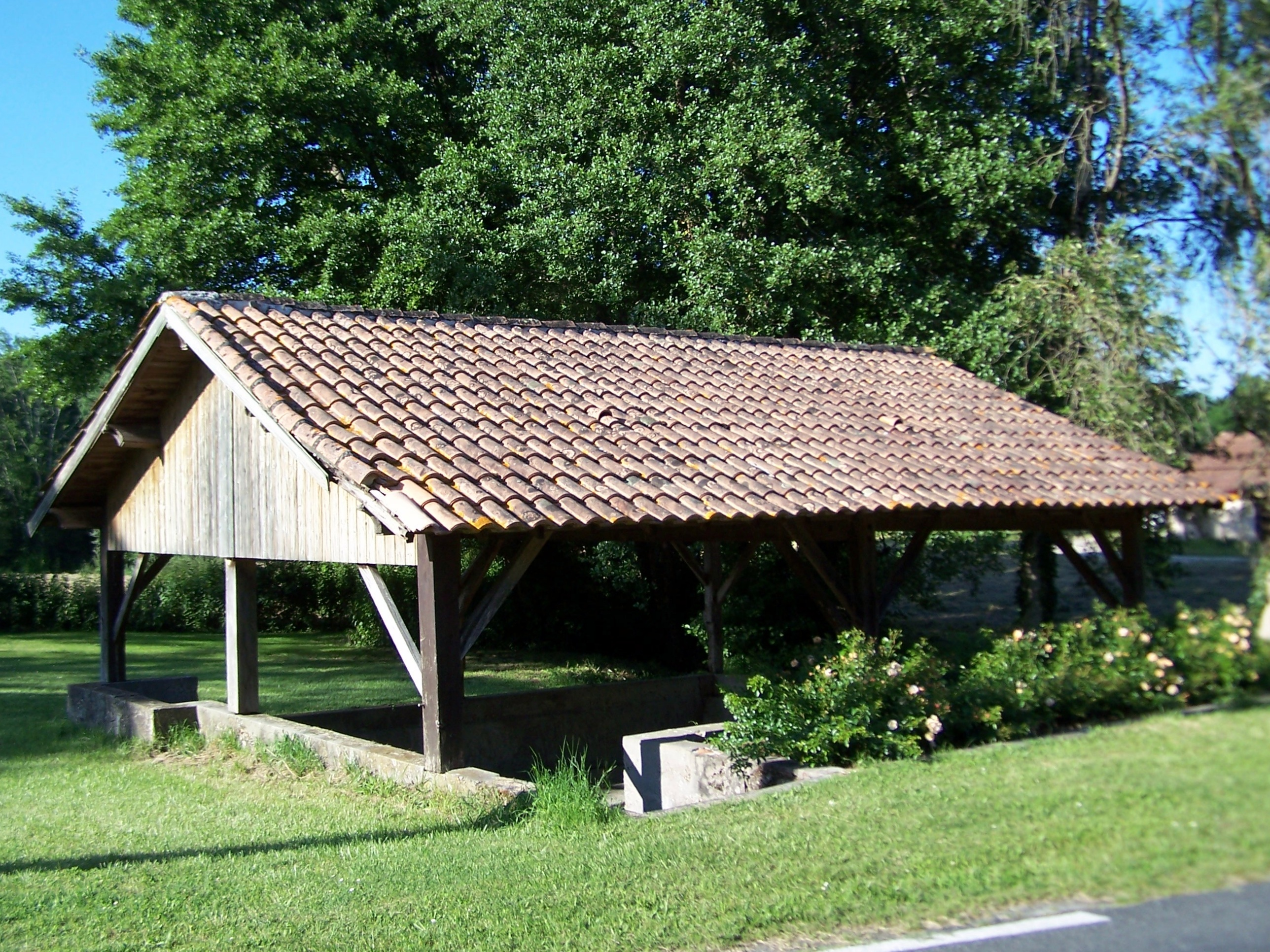
Lavoir (openbare wasplaats)